# Charles William Eliot

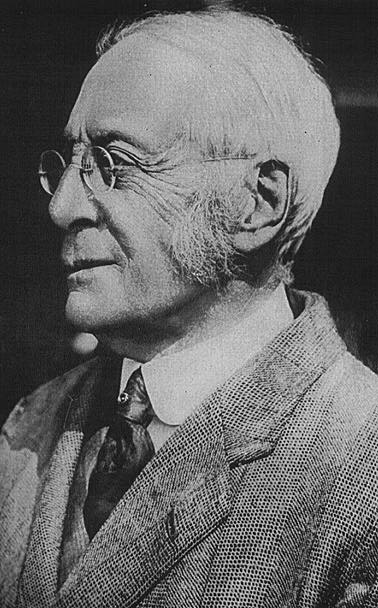
Charles William Eliot

Charles William Eliot (* 20. März 1834 in Boston, Massachusetts; † 22. August 1926 in Northeast Harbor, Maine) war ein US-amerikanischer Professor für Chemie, Autor und Herausgeber. Mit einer Amtszeit von 40 Jahren (1869 bis 1909) ist er bis heute dienstältester Präsident der Harvard University.

## Leben
Geboren und aufgewachsen ist Charles William Eliot in Boston. Sein Vater Samuel Atkins Eliot (1798–1862) war Bürgermeister von Boston, US-Kongressabgeordneter und von 1842 bis 1853 Schatzmeister in Harvard. Charles W. Eliot selbst besuchte ab 1849 auch das Harvard College, wo er 1853 seinen Abschluss machte. Dort unterrichtete er ab 1854 Mathematik und Chemie. 1857 wurde er in die American Academy of Arts and Sciences gewählt. Zwischen 1858 und 1863 hatte er eine Stelle als Assistenzprofessor inne, bevor er zwei Jahre in Europa lebte. Hier studierte er insbesondere die Ausbildungssysteme von Frankreich und Deutschland. 1865 kehrte er zurück und wurde Professor für Chemie am Massachusetts Institute of Technology (MIT). Insbesondere sein zweiteiliger Artikel The New Education: Its Organization, der sich mit der Reform des Ausbildungssystems in den Vereinigten Staaten beschäftigte und 1869 im Atlantic Monthly erschien, fand großen Anklang und brachte ihm schließlich die Präsidentschaft in Harvard ein. Seit 1871 war er gewähltes Mitglied der American Philosophical Society.

## Eliot als Präsident
Während seiner Amtszeit wandelte sich Harvard vom College zu einer modernen Universität. An der Law School führte er die dreijährige Ausbildung ein und ergänzte das Curriculum um konkrete Fallstudien. Auch die Medizinausbildung wurde praktischer: Die neu eingeführten Laborarbeit wurde schon bald durch die Zusammenarbeit der Harvard University mit Bostoner Krankenhäusern bereichert. Darüber hinaus mussten in allen Fächern schriftliche Prüfungen abgelegt werden. Seit 1872 ist es möglich einen Doktortitel in Harvard zu erlangen. Eliots Bemühungen erstreckten sich auch auf die Ausbildung in weiterführenden Schulen. So forderte er einen verstärkten Unterricht von Fremdsprachen und Mathematik in den siebten Klassen. Mit der Einführung von Junior Highschools in den Vereinigten Staaten im Jahr 1910 wurden diese Forderungen schließlich umgesetzt.
Um das beste Personal anzuwerben, traf Eliot verschiedene Entscheidungen. Schon im ersten Jahr seiner Präsidentschaft erhöhte er die Gehälter von 3.000 auf 4.000 US-Dollar. Außerdem waren – ungewöhnlich für diese Zeit – Fakultätsangehörige jeder Religion willkommen, solange sich nur die Qualität der Ausbildung verbesserte. Damit man sich schneller von nicht mehr benötigten Fachkräften trennen konnte, wurde 1880 ein Rentensystem eingeführt. Es sollte ein Anreiz sein, in den Ruhestand zu treten.
Die bekannteste Neuerung unter Eliot ist jedoch das Wahlsystem, das es undergraduates ermöglichte, neben Pflichtveranstaltungen auch aus Kursen für fortgeschrittenere Studenten zu wählen, anstatt einem rigiden vorgegebenen Stundenplan zu folgen. Den Graduierten war sogar komplett freie Wahl gelassen. Dass er mehr Freiheit für die Studenten forderte, zeigte sich auch daran, dass während seiner Präsidentschaft das Regelbuch von vierzig auf fünf Seiten reduziert wurde.
1894 war Eliot der erste, der standardisierte Aufnahmeprüfungen vorschlug, was schließlich zu einer besseren Abstimmung der verschiedenen Colleges untereinander führte. Schon um die Jahrhundertwende hatte sich Harvard zu einer herausragenden Forschungseinrichtung entwickelt. 1909 trat er vom Amt des Präsidenten zurück und wurde von Abbott Lawrence Lowell abgelöst.

## Weitere Tätigkeiten
Neben seinem Amt in Harvard engagierte sich Charles W. Eliot auch in der National Education Association (NEA), der US-amerikanischen Lehrergewerkschaft, deren Präsident er 1903 wurde. Außerdem gehörte er der Carnegie Foundation for the Advancement of Teaching an. Im Jahr 1910 gab er die 50-bändige Anthologie Harvard Classics (auch Dr. Eliot’s Five Foot Shelf genannt) heraus, die es jedem Menschen ermöglichen sollte, mit fünfzehn Minuten täglichen Lernens eine liberale Ausbildung zu erhalten. Zwischen 1914 und 1917 war er ebenso in der Rockefeller-Stiftung aktiv und wurde 1919 zum Ehrenpräsidenten der Progressive Education Association ernannt.

## Tod und Vermächtnis
Charles William Eliot starb am 22. August 1926 in Northeast Harbor, Maine und wurde auf dem Mount Auburn Cemetery in Cambridge, Massachusetts beigesetzt. Er war zweimal verheiratet. Seine erste Frau Ellen Derby Peabody, die er 1858 geheiratet hatte, starb 1869 an Tuberkulose. Aus ihrer Ehe gingen zwei Söhne hervor. Darunter war auch Charles Eliot (1859–1897), der ein berühmter Bostoner Landschaftsarchitekt war. Mit seiner zweiten Frau Grace Mellen Hopkinson (1846–1924) hatte er keine Kinder.
Charles W. Eliot gehörte mit Andrew D. White, James Rowland Angell und Daniel Coit Gilman zu den herausragenden Bildungsreformern des auslaufenden neunzehnten und beginnenden zwanzigsten Jahrhunderts in den Vereinigten Staaten.

## Preise und Auszeichnungen
- 1909: Ehrendoktorwürden der Harvard University in Medizin und Recht[2]
- 1915: Goldmedaille der American Academy of Arts and Letters
- 2015: Benennung eines Asteroiden nach ihm: (5202) Charleseliot

## Bibliografie (Auswahl)
- 1896: The Happy Life
- 1897: Five American Contributions to Civilization, and Other Essays and Addresses
- 1902: Charles Eliot, Landscape Architect
- 1903: More Money for the Public Schools
- 1906: Four American Leaders
- 1908: University Administration
- 1910: The Durable Satisfactions of Life
- 1910: The Conflict between Individualism and Collectivism in a Democracy